# Jette Føge
Jette Føge (* um 1947) ist eine ehemalige dänische Badmintonspielerin. 

## Karriere
Jette Føge gewann 1976 bei der Europameisterschaft Mannschaftsgold mit dem dänischen Team. 1968 und 1969 siegte sie bei den Norwegian International. Die Nordischen Meisterschaften konnte sie im erstgenannten Jahr auch für sich entscheiden. Ebenso wurde sie zweimal Nachwuchsmeisterin in Dänemark.

## Sportliche Erfolge
| Saison    | Veranstaltung                                    | Disziplin   | Platz | Name |
| --------- | ------------------------------------------------ | ----------- | ----- | --- |
| 1964/1965 | Dänemark: Einzelmeisterschaften der Junioren U17 | Dameneinzel | 1     | Jette Føge, Århus |
| 1966/1967 | Dänemark: Einzelmeisterschaften der Junioren U19 | Dameneinzel | 1     | Jette Føge, Århus Badminton Klub |
| 1968      | Norwegian International                          | Damendoppel | 1     | Jette Føge / Lonny Funch |
| 1968      | Nordische Meisterschaften                        | Dameneinzel | 1     | Jette Føge |
| 1969      | Norwegian International                          | Damendoppel | 1     | Jette Føge / Karin Jørgensen |
| 1970      | All England                                      | Dameneinzel | 3     | Jette Føge |
| 1976      | Europameisterschaft                              | Mannschaft  | 1     | Dänemark (Flemming Delfs, Jesper Helledie, Steen Skovgaard, Jette Føge, Susan Hansen, Elo Hansen, Gert Hansen, Lene Køppen, Lonny Bostofte) |